# Jefferson County (Mississippi)
 For alternative betydninger, se Jefferson County. (Se også artikler, som begynder med Jefferson County)
Jefferson County er et county i den amerikanske delstat Mississippi.